# Foot-Ball Club Juventus 1901
Questa voce raccoglie le informazioni riguardanti il Foot-Ball Club Juventus nelle competizioni ufficiali della stagione 1901.

## Stagione
Nel suo secondo campionato italiano, la Juventus (nel frattempo divenuta Foot-Ball Club) vinse l'eliminatoria piemontese contro la Ginnastica Torino e giunse fino alle semifinali, dove venne battuta dal Milan. Conquistò per la seconda volta consecutiva la Coppa del Ministero della Pubblica Istruzione – disputata con le riserve – e si aggiudicò il trofeo Città di Saluzzo battendo in finale la Ginnastica Torino.

## Divise
La maglia utilizzata per gli incontri di campionato era una camicia rosa, con cravatta o papillon nero. In occasione dell'amichevole disputata l'8 dicembre 1901 contro il Milan, inoltre, è documentato per la prima volta l'uso della maglia bianconera.
| Manica sinistra · Maglietta · Maglietta · Manica destra · Pantaloncini · Calzettoni | Manica sinistra · Manica sinistra · Maglietta · Maglietta · Manica destra · Manica destra · Pantaloncini · Calzettoni · Calzettoni |

## Organigramma societario
Area direttiva
- Presidente: Carlo Favale[2]

## Rosa
| N. |                   | Ruolo | Calciatore        |
| -- | ----------------- | ----- | ----------------- |
|    | Italia (bandiera) | P     | Domenico Durante  |
|    | Italia (bandiera) | D     | Bella             |
|    | Italia (bandiera) | D     | Francesco Daprà   |
|    | Italia (bandiera) | D     | Carlo Ferrero     |
|    | Italia (bandiera) | D     | Ugo Rolandi       |
|    | Italia (bandiera) | C     | Alfredo Armano    |
|    | Italia (bandiera) | C     | Gioacchino Armano |
|    | Italia (bandiera) | C     | Guido Botto       |

| N. |                        | Ruolo | Calciatore             |
| -- | ---------------------- | ----- | ---------------------- |
|    | Italia (bandiera)      | A     | Alberto Barberis       |
|    | Italia (bandiera)      | A     | Enrico Canfari         |
|    | Italia (bandiera)      | A     | Domenico Donna         |
|    | Italia (bandiera)      | A     | Luigi Forlano          |
|    | Italia (bandiera)      | A     | Luigi Gibezzi          |
|    | Italia (bandiera)      | A     | Umberto Malvano        |
|    | Inghilterra (bandiera) | A     | Gordon Thomas Savage   |
|    | Italia (bandiera)      | A     | Carlo Vittorio Varetti |

## Calciomercato
| Acquisti | Acquisti             | Acquisti          | Acquisti   |
| R.       | Nome                 | da                | Modalità   |
| -------- | -------------------- | ----------------- | ---------- |
| P        | Domenico Durante     | Ginnastica Torino | definitivo |
| A        | Gordon Thomas Savage |                   | svincolato |

| Cessioni | Cessioni              | Cessioni | Cessioni      |
| R.       | Nome                  | a        | Modalità      |
| -------- | --------------------- | -------- | ------------- |
| P        | Beniamino Nicola      |          |               |
| D        | Ferdinando Chiapirone |          | fine carriera |
| C        | Costantino Nicola     |          | svincolato    |

## Risultati

### Campionato Italiano di Football

#### Eliminatoria regionale
| Torino 14 aprile 1901 Eliminatoria piemontese         | Juventus  | 5 – 0 (1 – 0) referto | Ginnastica Torino | Campo di Piazza d'Armi |
| \| \| \| \| \| Donna , Malvano , , \| Marcatori \| \| |           |                       |                   |                        |
|                                                       |           |                       |                   |                        |
| Donna , Malvano ,                                     | Marcatori |                       |                   |                        |

#### Fase finale
| Arbitro: | Nasi (Torino) |

|               |           |                   |
| Donna Malvano | Marcatori | , Negretti Kilpin |

### Altre competizioni

#### Medaglia del Re
| Milano 10 marzo 1901, ore 14:30 Semifinale | Milan     | 4 – 0 referto | Juventus | Campo Trotter |
| \| \| \| \| \| \| Marcatori \| \|          |           |               |          |               |
|                                            |           |               |          |               |
| Gol · Gol · Gol · Gol                      | Marcatori |               |          |               |

#### Coppa del Ministero della Pubblica Istruzione
| Torino 14 aprile 1901 Primo turno | Juventus  | 5 – 0 | Squadra Universitaria | Campo di Piazza d'Armi |
| \| \| \| \| \| \| Marcatori \| \| |           |       |                       |                        |
|                                   |           |       |                       |                        |
| Gol · Gol · Gol · Gol · Gol       | Marcatori |       |                       |                        |

| Torino 21 aprile 1901 Secondo turno | Ginnastica Torino | 1 – 2     | Juventus | Campo di Piazza d'Armi |
| \| \| \| \| \| \| Marcatori \| \|   |                   |           |          |                        |
|                                     |                   |           |          |                        |
| Gol                                 | Marcatori         | Gol · Gol |          |                        |

#### Trofeo Città di Saluzzo
| Saluzzo 1º settembre 1901 Semifinale | Audace Torino | 1 – 4 referto         | Juventus | Campo di Saluzzo |
| \| \| \| \| \| \| Marcatori \| \|    |               |                       |          |                  |
|                                      |               |                       |          |                  |
| Gol                                  | Marcatori     | Gol · Gol · Gol · Gol |          |                  |

| Saluzzo 1º settembre 1901 Finale  | Ginnastica Torino | 0 – 3 referto   | Juventus | Campo di Saluzzo |
| \| \| \| \| \| \| Marcatori \| \| |                   |                 |          |                  |
|                                   |                   |                 |          |                  |
|                                   | Marcatori         | Gol · Gol · Gol |          |                  |

### Amichevoli
| Torino 5 maggio 1901, ore 16:00 Amichevole | Ginnastica Torino | ? – ? referto | Juventus | Campo di Piazza d'Armi |

| Arbitro: | Gregoletto |

|        |           |  |
| Kilpin | Marcatori |  |

## Statistiche

### Statistiche di squadra
| Competizione                    | Punti | In casa | In casa | In casa | In casa | In casa | In casa | In trasferta | In trasferta | In trasferta | In trasferta | In trasferta | In trasferta | Totale | Totale | Totale | Totale | Totale | Totale | DR |
| Competizione                    | Punti | G       | V       | N       | P       | Gf      | Gs      | G            | V            | N            | P            | Gf           | Gs           | G      | V      | N      | P      | Gf     | Gs     | DR |
| ------------------------------- | ----- | ------- | ------- | ------- | ------- | ------- | ------- | ------------ | ------------ | ------------ | ------------ | ------------ | ------------ | ------ | ------ | ------ | ------ | ------ | ------ | -- |
| Campionato Italiano di Football | 2     | 2       | 1       | 0       | 1       | 7       | 3       | 0            | 0            | 0            | 0            | 0            | 0            | 2      | 1      | 0      | 1      | 7      | 3      | +4 |
| Medaglia del Re                 | -     | 0       | 0       | 0       | 0       | 0       | 0       | 1            | 0            | 0            | 1            | 0            | 4            | 1      | 0      | 0      | 1      | 0      | 4      | -4 |
| Totale                          | 2     | 2       | 1       | 0       | 1       | 7       | 3       | 1            | 0            | 0            | 1            | 0            | 4            | 3      | 1      | 0      | 2      | 7      | 7      | 0  |

### Statistiche dei giocatori
| Giocatore     | Campionato Italiano di Football | Campionato Italiano di Football |
| Giocatore     | Presenze                        | Reti                            |
| ------------- | ------------------------------- | ------------------------------- |
| A. Armano II  | 0                               | 0                               |
| G. Armano I   | 2                               | 0                               |
| A. Barberis   | 2                               | 0                               |
| Bella         | 0                               | 0                               |
| E. Canfari    | 2                               | 0                               |
| F. Daprà      | 0                               | 0                               |
| D. Donna      | 2                               | 3                               |
| D. Durante    | 2                               | -3                              |
| L. Forlano    | 2                               | 0                               |
| L. Gibezzi    | 2                               | 0                               |
| U. Malvano    | 2                               | 4                               |
| U. Rolandi    | 2                               | 0                               |
| G. T. Savage  | 2                               | 0                               |
| C. V. Varetti | 2                               | 0                               |